# 张国彦 (明朝)
张国彦（1525年—1598年），字熙载，号弘轩，直隶广平府邯郸县邯郸城内北门里人，軍籍，明朝政治人物，嘉靖四十一年壬戊科进士，萬曆年間官至刑部尚書。

## 生平
张国彦幼年以孝闻名乡里，嘉靖三十七年（1558年）戊午科順天鄉試第六十二名舉人，四十一年（1562年）壬戌科進士。初授山西襄陵县知县，四十四年十一月选授兵科給事中，隆慶元年（1567年）丁父忧，三年闰六月復除原职，十二月升户科右給事中，四年三月升户科左給事中，十一月升礼科都給事中，五年十一月出为山西右参政，六年丁母忧归。万历三年（1575年）三月復除浙江右参政，五年正月升陕西按察使，六年八月升陕西右布政使，八年六月升江西左布政使。九年六月入为顺天府府尹，借求雨之机，上书陈述京城百姓困苦。十一年二月升都察院右副都御史、撫治郧阳。十一月改任整饬蓟州等处兵备、兼巡抚顺天。因奉召守关有功，十三年三月升户部左侍郎，主管国库和军需物资，十五年二月总督仓场，四月升右都御史、总督蓟辽等处。加兵部尚书銜，设置背包军马，使军事消息畅通。十八年八月改任协理京营戎政兵部尚书，十九年二月任经筵讲官，不久兼右副都御史，洮河之变时有功加封太子少保，赐给有飞鱼图绣的官服，国家一等俸禄。十九年（1591年）十二月升刑部尚书。到任后数日，被吏科给事中舒弘绪弹劾，即以养病致仕回籍，以阅边追叙劳绩，加太子少保，赐飞鱼服一袭。二十六年（1598年）十月病逝，二十七年四月賜祭葬，贈太子太保，派遣高级官员主持治丧。葬于邯郸城西王郎村北莲花岗。

## 政績
从襄陵县知县至刑部尚书，张国彦在自己的从政生涯中，在他自己的职权范围内也有建树，“蓟镇屯田”，即为其大者。
在张国彦任顺天巡抚之前，永平、滦州、沧州、庆云一带，“地皆雀苇，土实膏腴”，“惟苦水害”，而“北人未习水利”，“不知水害未除，正由水利未兴也”。万历三年（1575年），工科给事中徐贞明曾向明朝政府提交了一份京畿和整个北方数省的水利兴建工程计划，建议朝廷参照元朝虞集“欲于北京东滨海地筑塘悍水以成稻田”的构想，从京畿开始，兴建水利，集民屯田。但是，由于不久徐贞明即遭到贬官，因此此事被搁置下来。张国彦任顺天巡抚期间，与副使顾养谦、总督张桂胤一道，首先将徐贞明计划诸实施，“行之蓟州、永平、丰润、玉田、皆有效”。后来，尽管此举“为豪右所阻”。未能实施到底，但却由此而引起了朝廷的重视，遂开畿辅水利兴建之先河。

## 家族
曾祖張鸞；祖父張滕，祖母趙氏；父張繡（1484年-1566年），字大錦，号静菴，壽官。前母李氏；母鄭氏（1487-1572年），封太孺人，邯鄲鄭瑞女，生四子：張國巖、張國臣、張國士、張國彥。
- 长子张我继，字伯子，万历十年（1582年）举人，为汤阴县令。娶主簿王嘉相女，有子张献瑭、张钦瑭。
- 次子张我绳（1552年-1617年）[10]，字仲子，號春谷，万历十年（1582年）举人，历任武城、大兴县令，擢户部主事，监崇文门税，奉命陕西延安、宁夏督储，升陕西按察司佥事、兵备宁夏。丁庶母忧归，五疏乞休。後論平虜功，加升參議。万历四十五年（1617年）九月十一日卒，年六十六。
- 养子张我慈，原系江西高安人，姓陈，与张国彦次子张我绳同年中举，任邯郸县教谕。
- 三子张我续，字胤祧，號涵月，万历八年（1580年）进士，历任嵩县县令、礼部郎中、河南巡抚、川贵总督等职，官至户部尚书、太子太傅（正一品）。一门父子两尚书，在邯郸历史上绝无仅有。明熹宗天启二年（1622年），张我续时任川贵总督。这年，水西土目安邦彦起兵，响应永宁土司奢崇明的叛乱，号称“罗甸大王”，攻陷毕节，进而保卫贵阳。张我续与贵州巡抚王三善拥兵不进，以至于贵阳几乎陷落。其后，王三善因“屡被严旨”，乃率师破重围而进，化解贵阳之围；而张我续则因“无寸功，乾没军资六十万”受到弹劾，最终“解职候勘”[11]。从此，仕途遭受重创，而张我续并不甘心，附丽魏忠贤以求上进。殊不知，由此反累及整个张氏家族。张国彦和张我续官至尚书，而《明史》无传的原因，大概是因为张我续的“逆案”造成的。

曾孙張濩，张献瑭子，崇祯十三年进士，仕清官至湖广参议。
另外，《明史·卷二四五·万燝传》附载张汶之事时云：“汶，邯郸人，尚书国彦曾孙也，由荫叙为后军都督经历。尝被酒诋忠贤，下狱拷掠死。亦获赠恤。”此为记载有误，根据时间上来判断，张汶应是张国彦从曾孙。

## 评价
张国彦家族不仅是有明一代，而且中國歷史上邯郸地方最大的一门望族。然而，这个家族的运祚并不长久，从嘉靖到崇祯。短短六十年的光景，就衰败了。究其原因，极有可能是因为其子张我续的缘故。张我续“其后寅魏忠贤起户部侍郎，进尚书，命丽逆案云”。